# Alalcoménée
Cet article possède un paronyme, voir Alalcomènes.
Dans la mythologie grecque, Alalcoménée (en grec ancien Ἀλαλκομενέως / Alalkomenéôs) est un autochtone de Béotie.
Certains auteurs antiques réfutent le mythe selon lequel Prométhée aurait créé les hommes, et affirment que c'est la Terre qui les enfanta. Selon eux, Alalcoménée serait le premier de ces hommes enfantés par la Terre, près du lac de Copaïs en Béotie, avant même que la Lune n'apparaisse. Il fut le conseiller de Zeus lors de sa querelle avec Héra, et le tuteur d'Athéna lorsqu'elle était jeune.
Ces premiers hommes furent appelés la « race d'or ». Sujets de Cronos, il ne manquaient de rien, la terre leur offrant tout en abondance sans qu'ils aient besoin de travailler.